# Спас Банџов
Науме Банџо – Спас Банџов (1904—1942), синдикални радник и учесник Шпанског грађанског рата и Народноослободилачке борбе.

## Биографија
Рођен је 1904. године у Охриду. Након завршетка Првог светског рата отишао је на печалбу у Румунију, где је боравио до 1924. године. Тада је кренуо за Сједињене Америчке Државе, али су га на граници депортовали првобитно на Кубу, а затим у Француску.
Године 1928, као радник у Француској, укључио се у рад синдиката због чега је био прогоњен од полиције. Године 1931, постао је члан Комунистичке партије Француске. Ускоро је био присиљен да напусти Француску, па је одселио у Белгију. Тамо се оженио и постао члан Комунистичке партије Белгије.
По избијању грађанског рата у Шпанији, Банџов се као добровољац прикључио Интернационалним бригадама у одбрани Шпанске републике. Првобитно се борио на Мадридском фронту, након чега је пребачен на Теруелски фронт. Тамо је добио чин поручника у шпанској републиканској армији. Године 1938, Интернационалне бригаде су повучене из рата у Шпанији, па се Спас вратио у Белгију.
Године 1939, не могавши да директно оде у Југославију, сместио се у Софији. Након окупације Македоније од стране Бугарске 1941, Банџов се вратио у Охрид. Тамо се повезао са организацијом КПЈ у граду. Здравље му се погоршало и пет месеци после, 15. августа 1942, Банџов је преминуо.
Данас се у Охриду, уз језеро, налази његова биста.